# Нескучное (усадьба Лансере)
Нескучное — имение на границе бывших Курской и Харьковской губерний (ныне — село Нескучное Харьковского района Харьковской области Украины).
Статус — разрушено.

## Владельцы и годы владения
- Васьков Николай Федорович (середина ХІХ в.),
- Иван Григорьевич Бацев (1860-1875)
- Бер Николай Николаевич (1875—1885),
- Лансере Евгений Александрович (1885—1886),
- Серебрякова Зинаида Евгеньевна (1886—1919).[1]

## Описание
Село Нескучное в XVIII-XX веках входило в состав Белгородского уезда, расположено среди бескрайних полей и лугов, в живописной местности на реке Муром. В те времена эта территория была самой южной окраиной Курской губернии. В середине XIX века село принадлежало некоему коллежскому регистратору Николаю Васькову, который после отмены крепостного права своё имение продал. В 1860-е годы владельцем имения стал поручик Иван Григорьевич Бацев у которого в 1875 году его приобрел Николай Николаевич Бер, действительный статский советник, почётный мировой судья Белгородского уезда, имеющий немецкие корни. В 1885 году Бер, вместе со своей семьёй, переезжает в Протасьев Угол, а имение Нескучное продает своему другу, брату свей жены — коллежскому асессору Лансере Евгению Александровичу. В 1885—1919-х годах имение Нескучное принадлежит Екатерине Николаевне Архивная копия от 19 января 2021 на Wayback Machine и Евгению Александровичу Лансере, а впоследствии их дочери — Зинаиде Серебряковой, — представителям знаменитой семьи, корни которой идут из Франции.

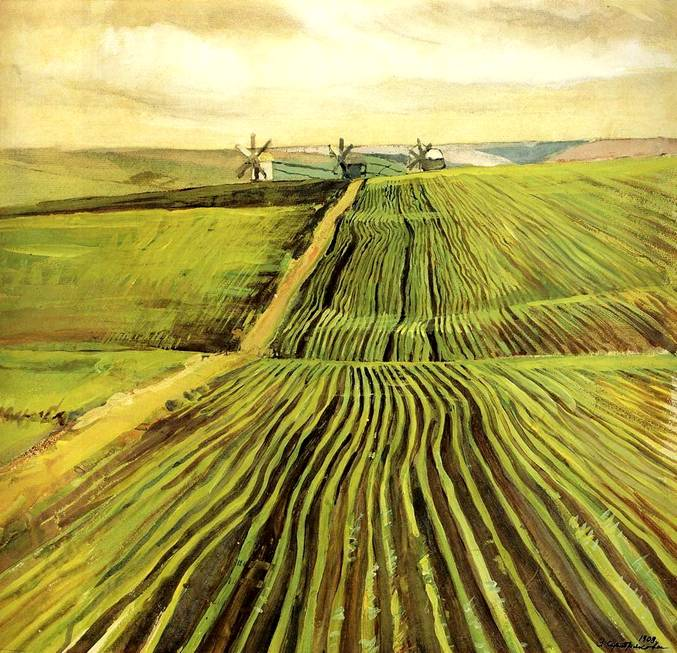
Нескучное. Зеленя осенью. З. Е. Серебрякова, 1908 г.

Вид… был поистине восхитительный в своем бесконечном просторе и в своей солнечной насыщенности. Ряды невысоких холмов тянулись один за другим, всё более растворяясь и голубея, а по круглым их склонам желтели и зеленели луга и поля: местами же выделялись небольшие, сочные купы деревьев, среди которых ярко белели хаты с их приветливыми квадратными оконцами. Своеобразную живописность придавали всюду торчавшие по холмам ветряные мельницы. Всё это дышало благодатью и несравненно большей культурностью (почти что заграницей), нежели всё то, что я видел в окрестных с Петербургом деревушках… в открывшейся перед нами долине… показался белый господский дом, выделявшийся на фоне массы деревьев: поодаль в поле стояла белая церковь с двумя зелёными куполами, а ещё дальше расположились сараи и амбары разной величины и назначения. Всё это мне показалось очень внушительным… тарантас прогрохотал по мосту через полувысохшую речонку, сбоку под липами мелькнула «готическая» кузница, потянулись крытые соломой здания скотного двора и конского завода, и, наконец, вытянулся отделенный от дороги дом какого-то курьёзного доморощенного стиля, в котором формы готики и классики сочетались весьма причудливым образом. Тут у ворот уже стояли поджидавшие меня родные…— так описывал А.Н. Бенуа, родственник Екатерины Николаевны, свой первый приезд в Нескучное и вид, открывшийся с холма по дороге в имение.

## Архитектура
Основным элементом усадьбы в имении Нескучное являлся большой кирпичный дом, построенный с элементами неоклассицизма и неоготики. Состоит из трёх симметрично расположенных двухэтажных корпусов, соединенных одноэтажными переходами.
К парадному входу дома вёл большой плодовый сад, который пересекала липовая аллея. С восточной стороны усадьбы был хозяйственный двор с кирпичными и деревянными постройками. С южной стороны дома располагался каменный двухкупольный храм.

Период романтизма (сер. 1820-х — 1860-е гг.) отмечен переходом от сельской дворянской усадьбы к купеческой, усадьбам лиц свободных профессий, интеллигенции. Усадьбы характеризуются такими терминами, как разнообразие, пластичность форм, многостилье, и в целом неоклассичность стилевой ориентации. Усадебный дом, малые архитектурные формы, хозпостройки получают сложную многообъёмную живописную композицию. Здесь, например, прослеживается излюбленная для загородного строительства тема неоготики, которая проходит на протяжении всей первой половины XIX в., как в архитектуре главных усадебных домов, например, в Москве Нелидовых, Нескучном Лансере, Ракитном Юсуповых, так и в храмах, например, кирха в Марьино, парковая беседка в Нижних деревеньках и др.— АРХИТЕКТУРА И ГРАДОСТРОИТЕЛЬСТВО. "Золотой век" в архитектуре усадебных зданий Курской губернии 1-я половина XVIII - 2-я половина XIX вв. Е.В. Холодова
Про архитектора усадьбы в доступных источниках конкретной информации не сохранилось. Считается, что и дом в Нескучном, и церковь выстроены по проекту одного из Лансере, но кто именно из этой одарённой семьи является автором проекта — остаётся невыясненным.

## Уничтожение имения

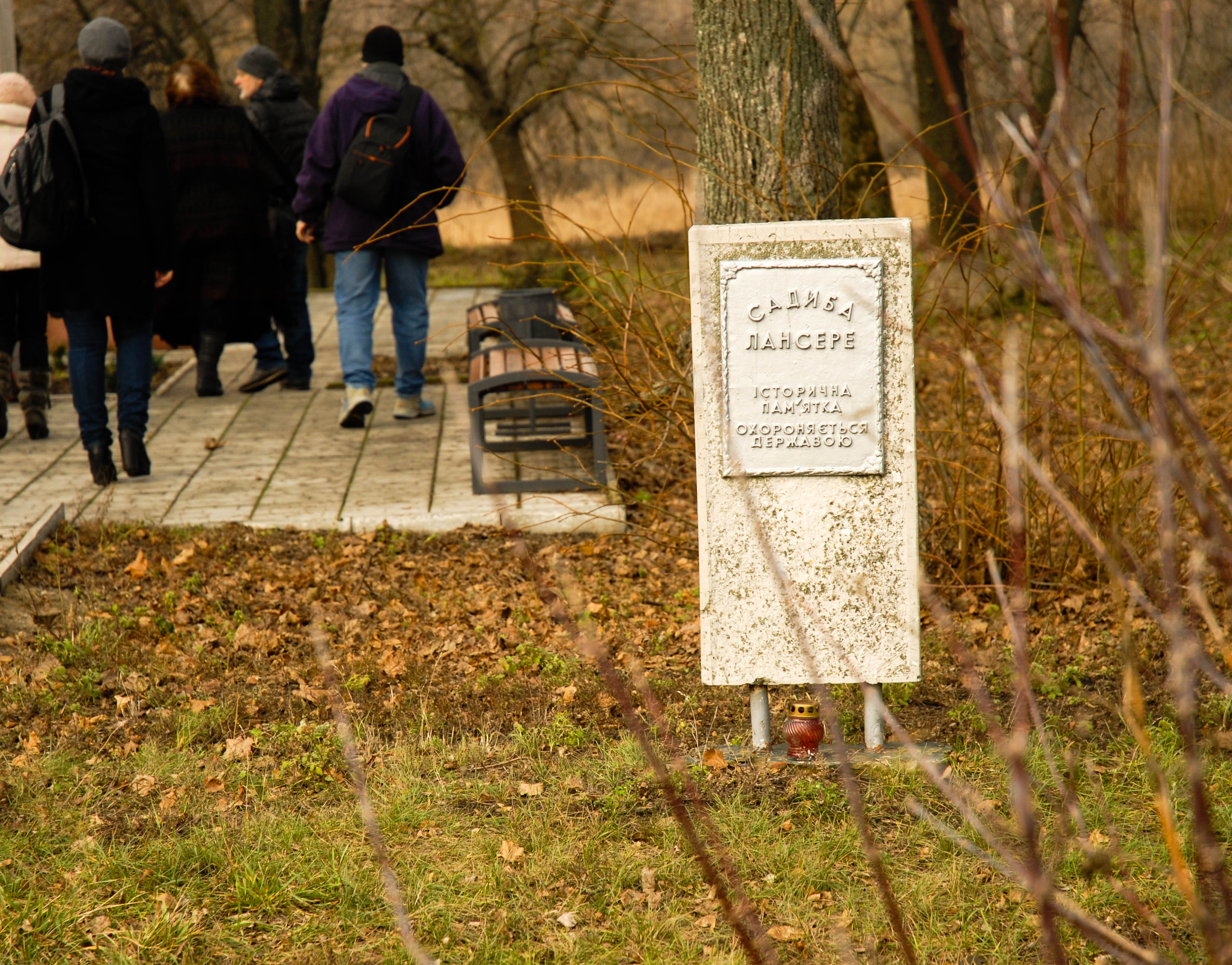
Памятная доска на месте бывшей усадьбы Лансере

В 1917 г. произошла Октябрьская революция, повлекшая за собой разрушение и разграбление многих имений Российской элиты тех времен. Имение Нескучное постигла та же участь.

Позже зашел Володя Зеленков Архивная копия от 19 мая 2021 на Wayback Machine (до чего обуяла черствость: он, несомненно, пришел пообедать, но я, зная, что у нас все в обрез, не оставил его, хотя стол уже был накрыт). У него аналогичные с Белкиным сведения из Нескучного. Добрая, сдержанная Катя (племянница) — и та не выдержала, ругает в письме крестьян «хамскими рожами» (все это расплата за идиотскую невнимательность, за пребывание в иллюзиях). Им, несмотря на разрешение местного комитета, крестьяне все же запрещают рубить их же собственный лес и даже кусты в садике. При этом холод в доме, в хуторе такой, что всем детям (один при смерти) приходится ютиться в одной комнате, которую они при помощи двух преданных слуг с трудом отапливают хворостом. На днях была комиссия, которая составила опись всего их имущества (личные вещи, впрочем, оставили в покое). Издали, со стороны Харькова, слышится канонада. В чем дело, не знает (письмо от 20-21 февраля — самое удивительное, что вообще письма доходят!).— из дневника Александра Бенуа, 3 марта 1918 г.
В ноябре 1919 г. большевики окончательно разрушили имение и сожгли усадьбу. До наших дней не сохранился даже фундамент. Сегодня на её месте расположен сельской клуб (здание-мазанка, впоследствии — обложенное кирпичом, построенное в 1930-е года для школы), который стал основой музея Зинаиды Серебряковой в составе Историко-культурного центра семьи Лансере-Бенуа-Серебряковых.
В 1942 году во время Великой Отечественной войны немецкие войска при наступлении взорвали и до половины разобрали церквушку чтобы вымостить дорогу для танков. Остальную часть здания местные жители растащили после освобождения села. Захоронения возле храма были уничтожены тогда же. На месте церкви в 1996 году в месте предполагаемой могилы Лансере Евгения Александровича установлен кенотаф — железный крест и ограда (автор — В. Я. Курило, сотрудник «Харьковреставрации»).

## Память и развитие территории имения
На сегодняшний день территория бывшего имения стремительно развивается. Ещё в 1990-е началась борьба за то, чтобы территории вокруг Нескучного были объявлены заповедными. Пока удалось взять под охрану государства только территорию бывшей усадьбы, о чем свидетельствует установленный в 1996 г. памятный знак. В том же году был проведен конкурс проектов возрождения имения — создания в округе села историко-культурного и природного заповедника. В 1997 году по инициативе местной власти на базе существующего сельского клуба создан музей Зинаиды Серебряковой. В нём представлены репродукции картин художницы, копии фотографий из архива семьи, аутентичные предметы того времени: старинный пианино, венские стулья, деревянная этажерка, круглый стол, за которым могла собираться вся семья. При реставрации помещения организаторы воссоздали старинный камин. 9 декабря 2010 года на фасаде музея установлена мемориальная доска художнице по случаю 126-летия со дня её рождения. Неоднократно инициативными группами художников при поддержке администрации Харьковского района проводятся «нескучные» пленэры в окрестностях бывшего имения, где росла и писала свои картины Зинаида Серебрякова. В 2017 году на базе музея открыт Историко-культурный центр семьи Лансере-Бенуа-Серебряковых. На его территории сохранен источник, который когда-то располагался на территории поместья. Над источником построили колодец с деревянного сруба, где каждый желающий может набрать воды.

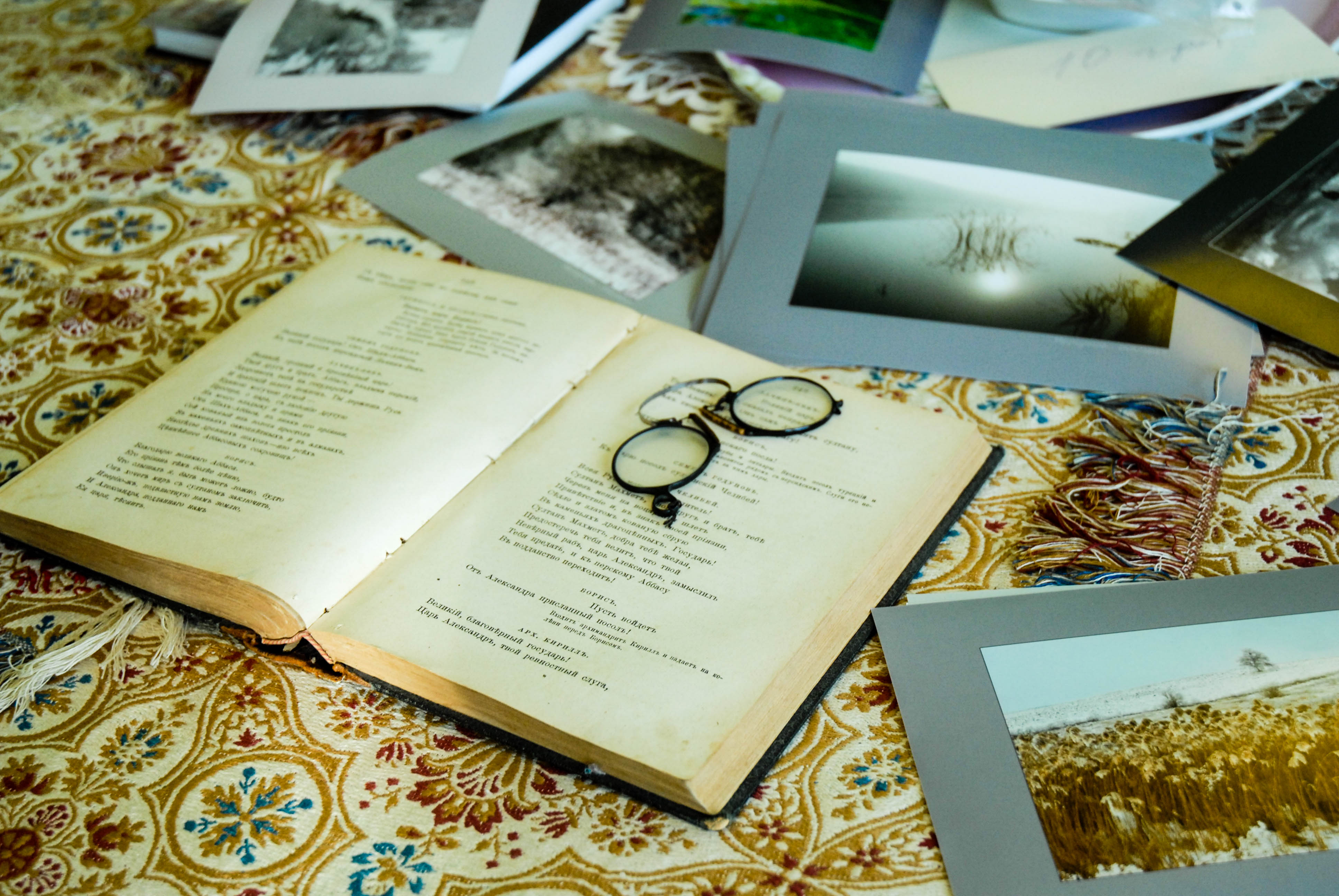
Музей Зинаиды Серебряковой на территории бывшей усадьбы

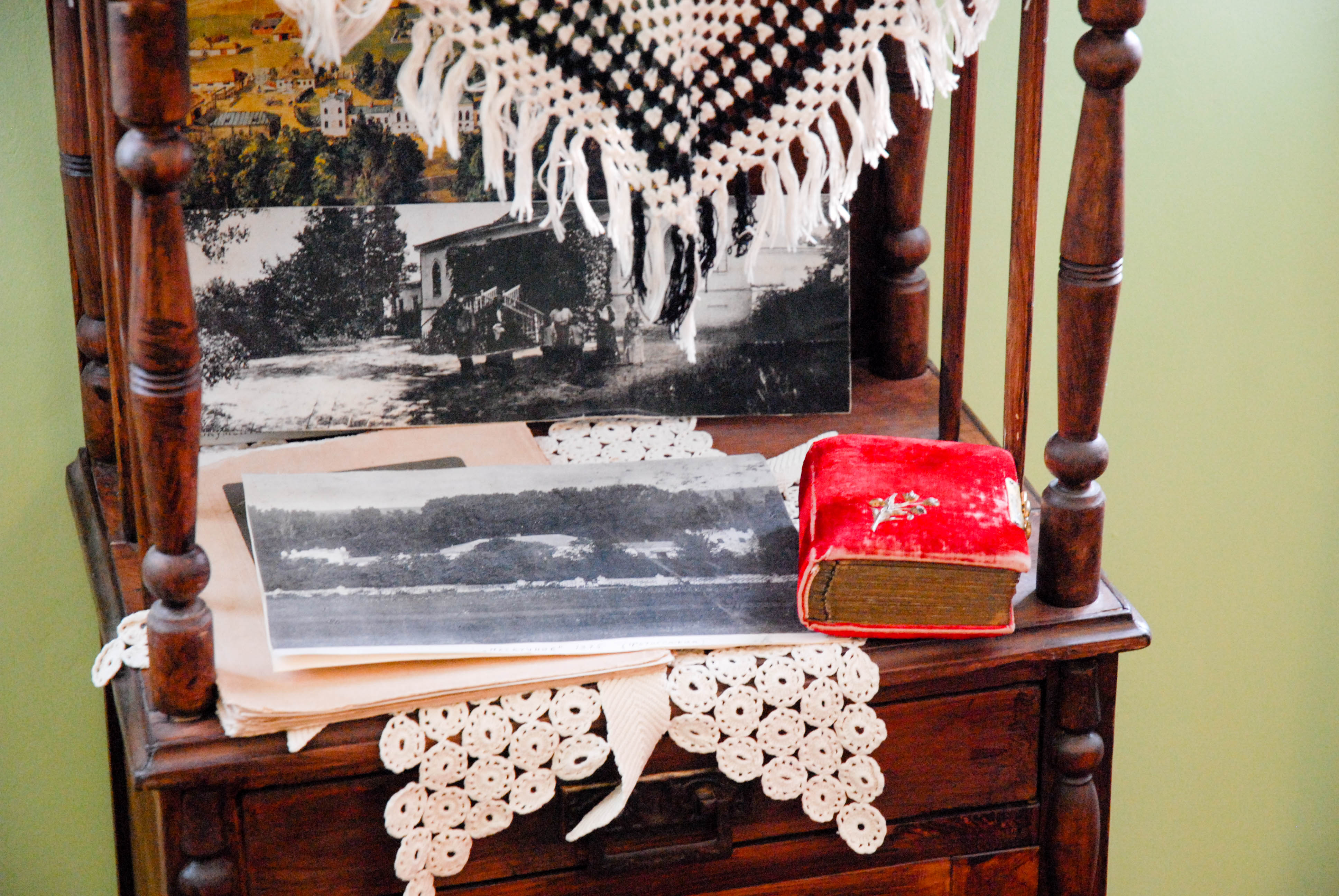

«Единственное, что осталось из усадебных сооружений, — колодец, в нижней части которого просматривается сруб столетней давности; вода из источника, что течёт рядом, необычайно вкусна и известна и за пределами Нескучного. Наверное, не случайность то, что она богата ионами серебра».— Харьковский дворик Зинаиды Серебряковой.

Территория Историко-культурного центра Лансере-Бенуа-Серебряковых на месте бывшего имения
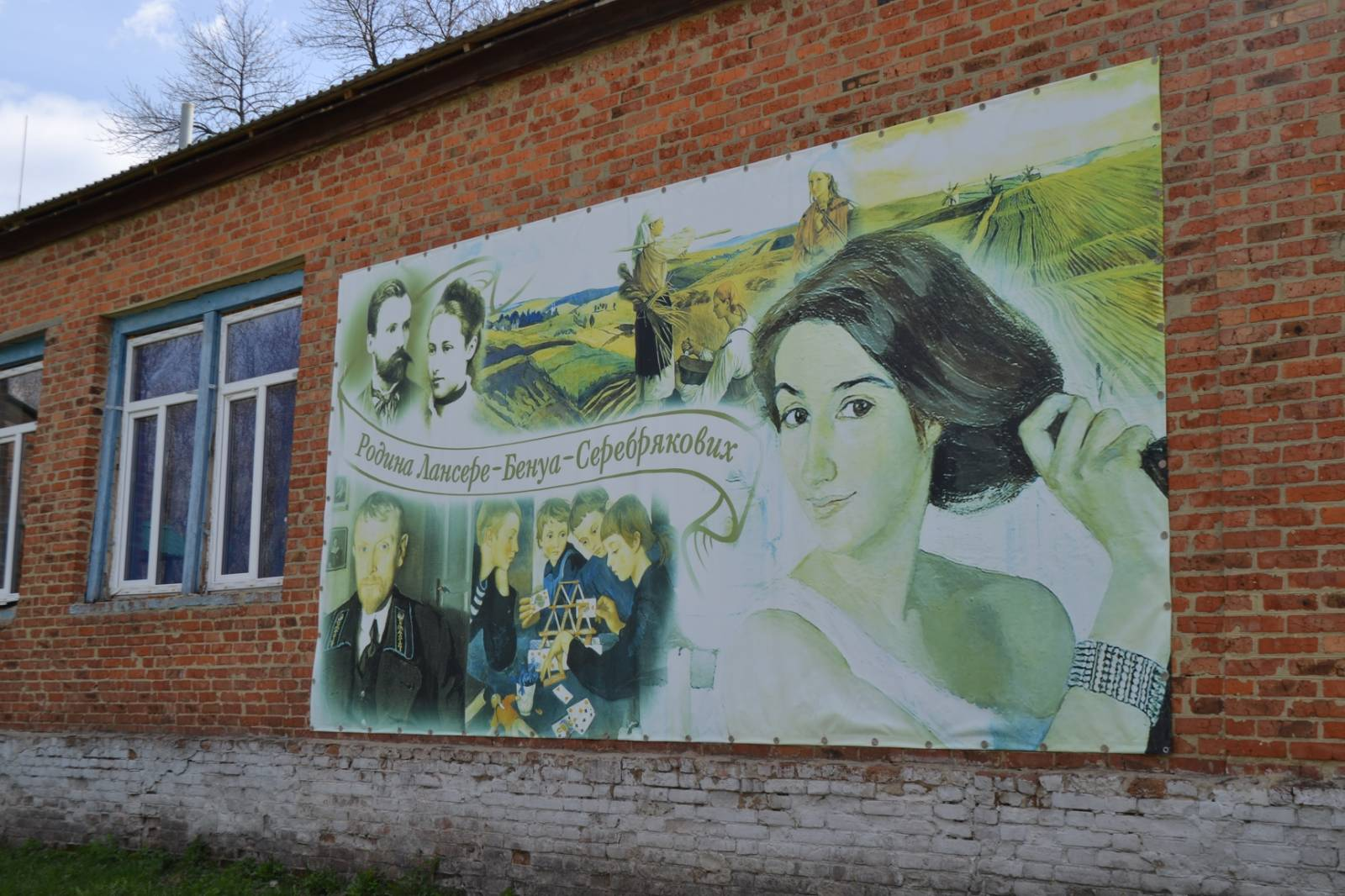
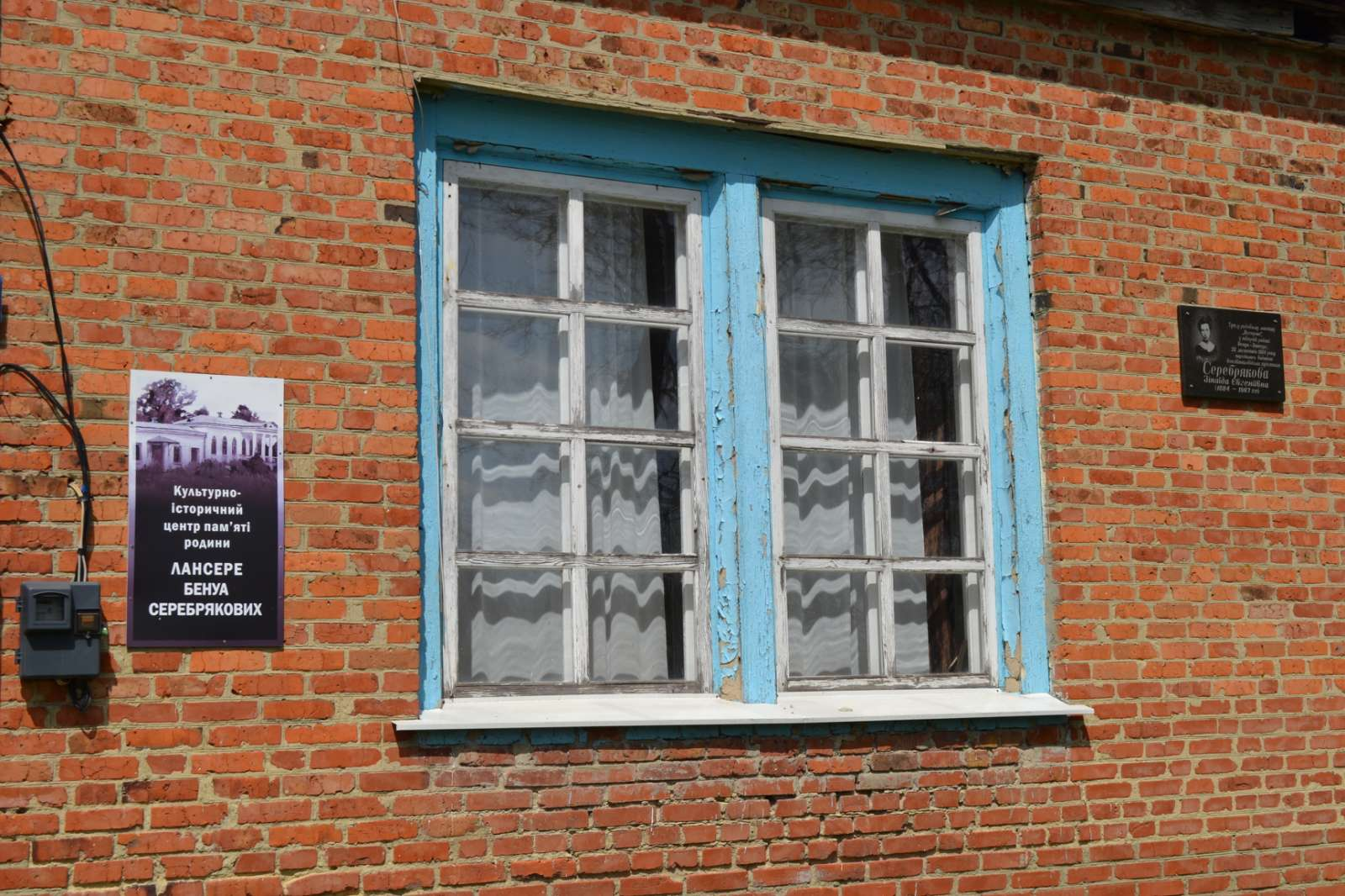
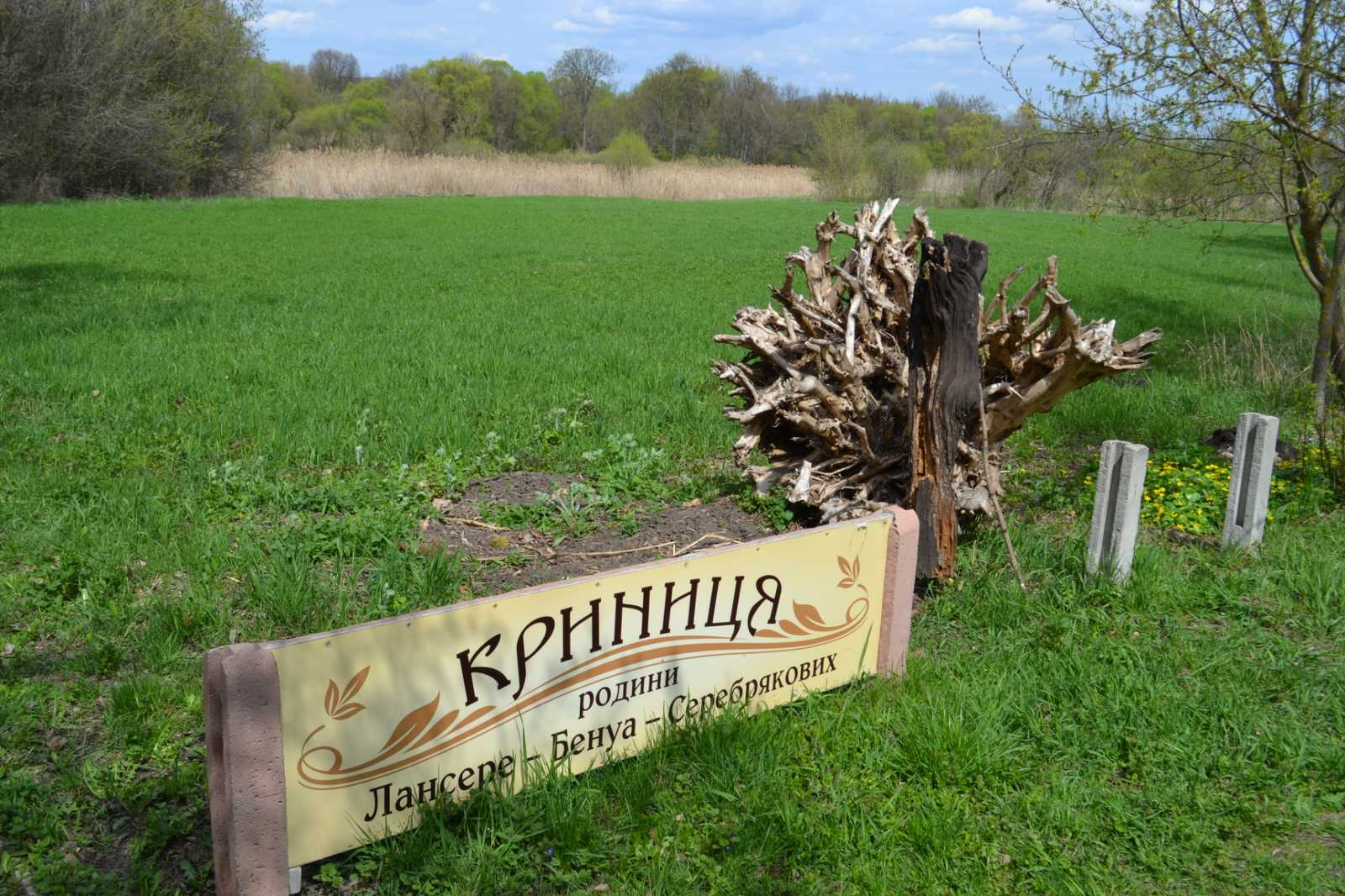
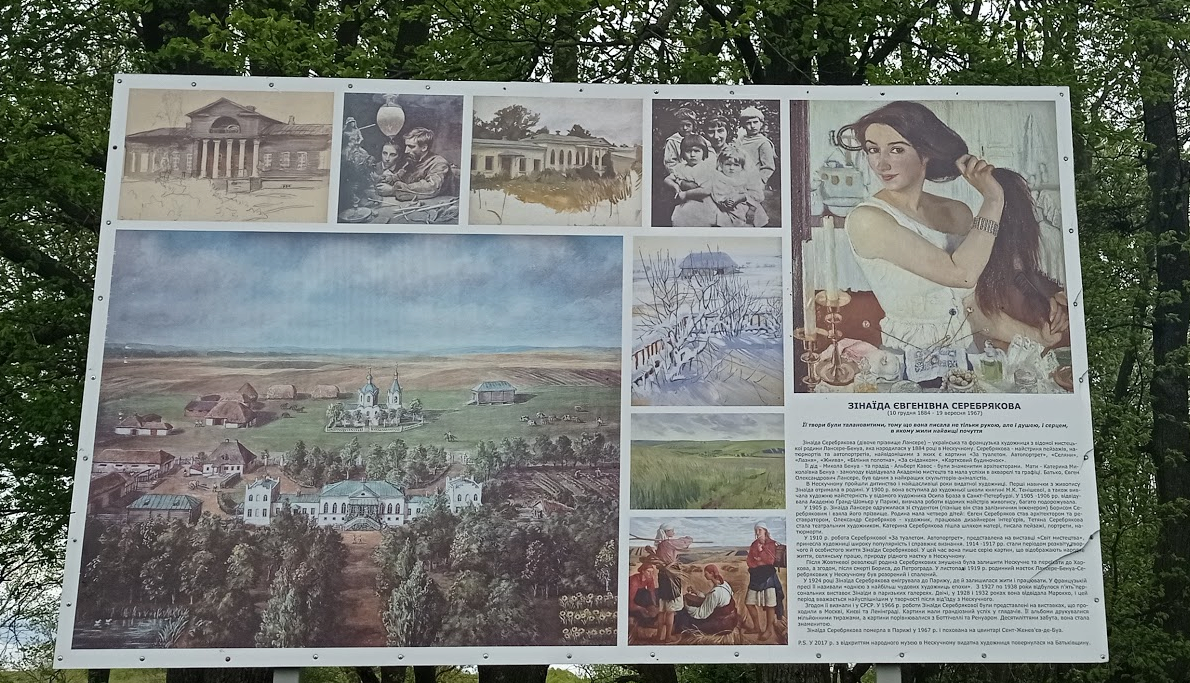